# لوسی شپرد
لوسی شپرد (انگلیسی: Lucy Shepherd؛ زادهٔ ۱۴ نوامبر ۱۹۹۸) بازیکن فوتبال اهل انگلستان است که در حال حاضر در پست مهاجم برای دالاس ترینیتی اف سی در سوپر لیگ USL بازی می‌کند.
وی همچنین در تیم ملی فوتبال زیر ۱۹ سال زنان انگلستان بازی کرده است.